# 1984 (film din 1956)
1984 este un film SF britanic din 1956 regizat de Michael Anderson. În rolurile principale joacă actorii Edmond O'Brien, Jan Sterling, Michael Redgrave, Donald Pleasence. Scenariul este realizat de Ralph Gilbert Bettison și William Templeton pe baza romanului 1984 de George Orwell.

## Prezentare
Într-o societate futuristă administrată de stat și controlată de "Big Brother", în care iubirea este scoasă în afara legii, angajatul statului Winston Smith se îndrăgostește de Julia. Prin urmare este torturat și spălat pe creier pentru crima sa.

## Actori
- Edmond O'Brien este Winston Smith
- Michael Redgrave este General O'Connor
- Jan Sterling este Julia
- David Kossoff este Charrington the Junk Shop Owner
- Mervyn Johns este Jones
- Donald Pleasence este R. Parsons
- Carol Wolveridge este Selina Parsons
- Ernest Clark este Outer Party Announcer
- Patrick Allen este Inner Party Official
- Ronan O'Casey este Rutherford
- Michael Ripper este Outer Party Orator
- Ewen Solon este Outer Party Orator
- Kenneth Griffith este un Prizonier